# Archidamos III.

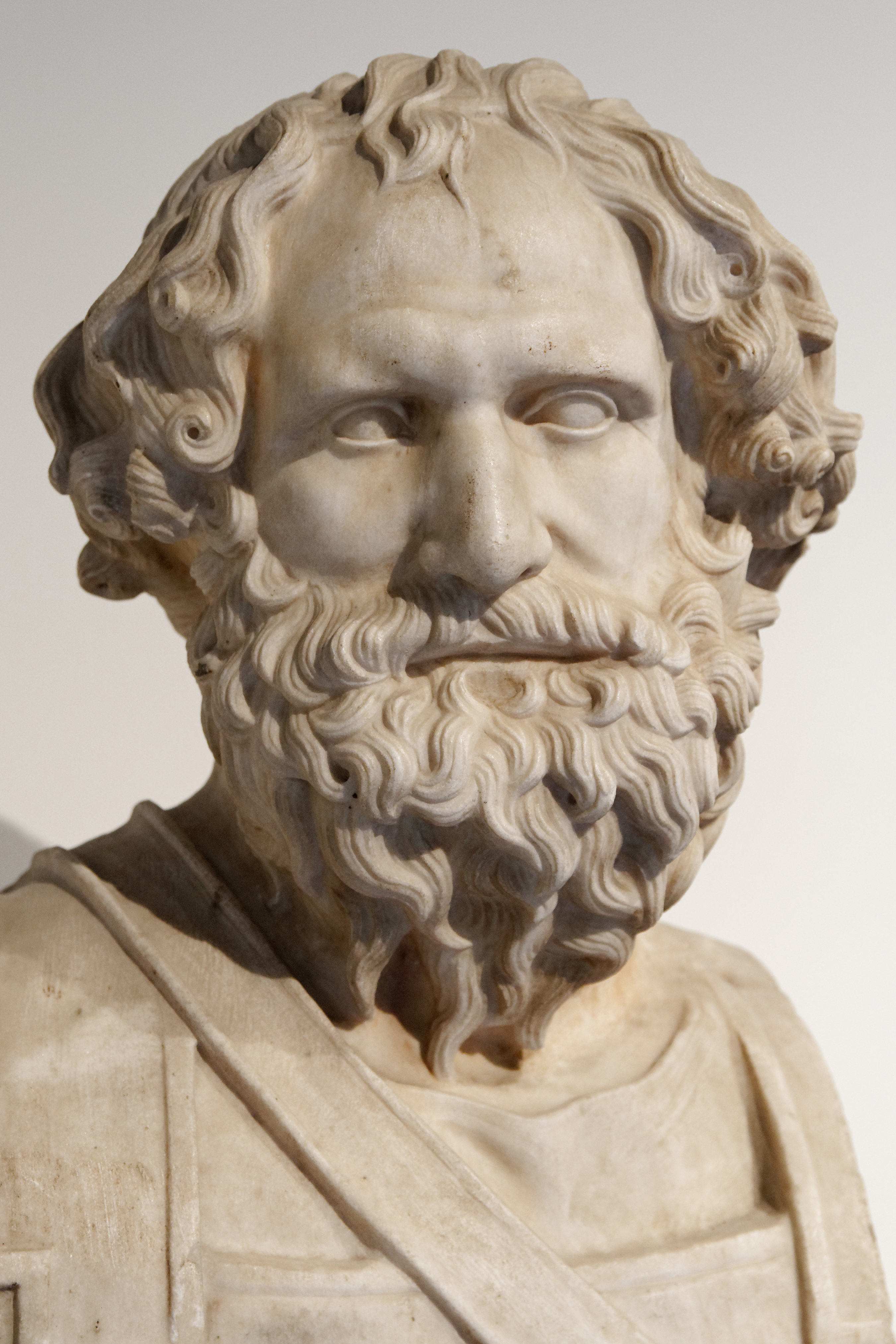
Büste des Archidamos III. aus der Villa dei Papiri von Herculaneum. Museo Archeologico Nazionale, Neapel.

Archidamos III. (altgriechisch Ἀρχίδαμος Archídamos; * um 400 v. Chr.; † 338 v. Chr.) war König von Sparta, aus dem Geschlecht der Eurypontiden, Sohn und Nachfolger von Agesilaos II. sowie Enkel des Archidamos II. Schon als Prinz war er mehrmals anstelle seines betagten Vaters bei militärischen Unternehmungen der Oberkommandierende der spartanischen Streitkräfte. 362 v. Chr. zeichnete er sich bei der Verteidigung Spartas gegen einen Angriff des thebanischen Feldherren Epaminondas aus. Um 359/358 v. Chr. folgte er seinem Vater auf den Thron. Im Dritten Heiligen Krieg unterstützte er die Phoker. Um 343 v. Chr. kam er der von Lukanern und Messapiern bedrängten süditalienischen Stadt Tarent zu Hilfe, fiel aber 338 v. Chr. im Kampf gegen diese Völker.

## Leben

### Frühes Leben als Prinz
Der Name der Mutter des Archidamos III., Kleora, ist nur schwach beglaubigt. Archidamos III. wird erstmals beim Prozess des Sphodrias erwähnt, der 378 v. Chr. eigenmächtig, aber vergeblich den athenischen Hafen Piräus zu überrumpeln versucht hatte. Aus Sympathie zu Sphodrias’ Sohn Kleonymos setzte sich Archidamos III. bei seinem Vater für den Angeklagten ein. Daraufhin trat auch Agesilaos II. für Sphodrias ein, so dass dieser freigesprochen wurde. Nach der verheerenden spartanischen Niederlage in der Schlacht von Leuktra (371 v. Chr.) brach Archidamos III. anstelle seines erkrankten Vaters mit dem restlichen spartanischen Aufgebot zur Rettung der Überlebenden des geschlagenen Heeres auf. Der Tyrann Jason von Pherai hatte aber bereits zwischen Letzteren und den siegreichen Thebanern vermittelt. Archidamos III. traf seine geschlagenen Landsleute, die bereits auf dem Heimweg begriffen waren, bei Aigosthena an der Grenze von Megara und Böotien und kehrte mit ihnen nach Sparta zurück.
Auch in der Folgezeit war Archidamos III. in Vertretung seines Vaters Oberbefehlshaber der spartanischen Streitkräfte. 367 v. Chr. eroberte er mit den vom Tyrannen Dionysios I. von Syrakus geschickten Hilfstruppen vorübergehend die in Lakonien gelegene aufständische Stadt Karyai und bestrafte sie, fiel dann in Südwest-Arkadien ein und verwüstete die Landschaft Parrhasia. Als seine sizilischen Bundesgenossen heimkehren mussten, versperrten ihnen Arkader, Argiver und Messenier den Rückweg nach Lakonien. Archidamos III. kam seinen Hilfstruppen rasch zu Hilfe, hielt eine anfeuernde Rede, in der er seine Landsleute an ihre Nationalehre erinnerte, und besiegte daraufhin die feindlichen Truppen unter großem Gemetzel in der sog. „tränenlosen Schlacht“, in der laut dem lakedaimonischen Kriegsbericht kein einziger Spartaner gefallen sein soll. Dieser Erfolg rief in Sparta große Freude hervor.
Die sechste Rede des Isokrates trägt den Namen des Archidamos III. und soll für die 366/365 v. Chr. in Sparta geführten Friedensverhandlungen geschrieben worden sein. Vielleicht wurde sie aber auch erst einige Jahre später verfasst. In der Rede begründet Archidamos III. den Anspruch der Spartaner auf Messene und ermutigt seine Landsleute, in diesem Punkt nicht nachzugeben. Diese Stimmung war in den Verhandlungen tatsächlich vorherrschend.
Als die Arkader 364 v. Chr. in das mit Sparta verbündete Elis einfielen, griff Archidamos III. auf Ansuchen der Eleer erneut Südwest-Arkadien an und eroberte die Stadt Kromnos, in die er eine spartanische Garnison legte. Nach seiner Heimkehr attackierten aber die arkadische Armee und ihre Verbündeten die spartanische Besatzung in Kromnos und schlossen sie ein. Um die Belagerer wegzulocken, verheerte Archidamos III. Teile Arkadiens; doch blieben seine Bemühungen vergeblich. Bei dem Versuch, die feindlichen Streitkräfte von einer Anhöhe zu vertreiben, über die ihr Belagerungsring verlief, wurde er in eine ungünstige Position gebracht und zurückgetrieben. Er verlor einige seiner hervorragendsten Offiziere und wurde selbst verwundet. Die Spartaner waren daher gern zum Abschluss eines Waffenstillstands bereit. Als Agesilaos II. 362 v. Chr., kurz vor der Schlacht von Mantineia, die spartanische Hauptarmee zu ebendieser Stadt führte, um dort seine Verbündeten zu treffen, griff Epaminondas Sparta an. Archidamos III. verteidigte seine Heimatstadt mit Auszeichnung gegen den thebanischen Feldherrn. Nach der übertriebenen Darstellung des antiken Historikers Xenophon soll er mit nur 180 Mann der gesamten thebanischen Armee standgehalten haben. Der rechtzeitig zurückgeeilte Agesilaos II. rettete definitiv die schon zum Teil eroberte Stadt.

### König
Um 359/358 v. Chr. folgte Archidamos III. seinem Vater Agesilaos II. nach dessen Tod auf den Thron. Als König unterstützte er 356 v. Chr. beim Ausbruch des Dritten Heiligen Krieges privat mit 15 Talenten den Anführer der Phoker, Philomelos, bei dessen Widerstand gegen den Beschluss der Amphiktyonie. Philomelos soll die Hilfe des Spartanerkönigs durch Bestechungsgelder und Übergabe eines Teils der erbeuteten Schätze des Tempels von Delphi erkauft haben. 352 v. Chr. griff Archidamos III. Megalopolis an. In den darauffolgenden Kämpfen, die zwischen den Spartanern und den Thebanern und deren Verbündeten auf dem Peloponnes in Argos, vor allem aber in Arkadien ausgefochten wurden, übernahm wiederum Archidamos III. meist die Führung der lakedaimonischen Streitkräfte. Trotz einiger Siege war seine Militärexpedition letztlich nicht von Erfolg gekrönt. Als der Makedonenkönig Philipp II. 346 v. Chr. in der Endphase des Dritten Heiligen Kriegs gegen Phokis vorrückte, wollte Archidamos III. den Phokern mit 1000 Mann zu Hilfe kommen. Er wurde aber, wahrscheinlich wegen des Misstrauens des phokischen Anführers Phalaikos, mit schnöden Worten abgewiesen und kehrte nach Sparta zurück.
Um 344/343 v. Chr. rief Spartas Tochterstadt Tarent, die von Lukanern und Messapiern bedrängt wurde, Archidamos III. zu Hilfe. Der Spartanerkönig leistete dieser Aufforderung Folge und hob für die geplante Militärexpedition nach Süditalien ein größtenteils aus ehemaligen Söldnern der Phoker bestehendes Heer aus. Zuerst segelte er nach Kreta und stellte das von Phalaikos zerstörte Lyttos wieder her. In Süditalien wurde er von den Messapiern oder Lukanern 338 v. Chr. in einer Schlacht in der Nähe von Mandonion (heute Manduria) bei Tarent geschlagen und fiel; auch zahlreiche Angehörige seiner Armee verloren ihr Leben. Sein Leichnam wurde nicht bestattet, da die Sieger ihn nicht den Tarentinern übergeben wollten. Daher errichteten ihm die Spartaner in Olympia eine Statue.
Das große Ansehen, das sich der Spartanerkönig als typischer Condottiere des 4. Jahrhunderts v. Chr. bei den Griechen erworben hatte, wird durch den 356 v. Chr. an ihn gerichteten, politisch aber wirkungslosen neunten Brief des Redners Isokrates erwiesen. Darin wird Archidamos III. ermahnt, unter den Hellenen Frieden zu stiften und sich wie sein Vater gegen die Barbaren zu wenden.